# Алексеева, Татьяна Ивановна (антрополог)
Татья́на Ива́новна Алексе́ева (урождённая — Шарабрина, 7 декабря 1928, Казань — 22 июня 2007, Вязьма) — советский и российский антрополог, академик РАН (2000), доктор исторических наук, профессор, заслуженный научный сотрудник МГУ. Главный научный сотрудник Института археологии РАН, руководитель исследований в области физической антропологии и экологии человека в НИИ и Музее антропологии МГУ, председатель Музейного совета РАН. Председатель Российского отделения Европейской ассоциации антропологов. Член Всемирной ассоциации биологов Человека.

## Биография
Родилась 7 декабря 1928 года в Казани. Оба родителя окончили Казанский университет.
В годы Великой Отечественной войны семья переехала в Москву. Отец, Иван Георгиевич Шарабрин (1905—1995), преподавал в Ветеринарной академии, занимал должность профессора, мать, Варвара Константиновна, работала микробиологом и фармакологом.
Сразу после окончания школы в 1946 году Татьяна поступила на биологический факультет МГУ и в 1951 году окончила его по кафедре антропологии. С 1951 по 1954 год обучалась в аспирантуре МГУ под научным руководством Якова Рогинского, выезжала в научные экспедиции по обследованию этнических групп мещеры и курши в Рязанскую и Пензенскую области, сицкарей в Ярославской области, населения Владимирской, Калининской, Костромской, Смоленской областей. В 1954 году защитила кандидатскую диссертацию на тему «Антропологический состав мещеры: к проблеме славяно-финских взаимоотношений в Поволжье». С 1954 года работала в НИИ и Музее антропологии МГУ: последовательно занимала должности младшего научного сотрудника, старшего научного сотрудника (1968), ведущего научного сотрудника (1986), главного научного сотрудника (1992).
На дальнейшее становление Алексеевой как учёного значительное влияние оказала длительная совместная работа с советским антропологом Виктором Бунаком (1891—1979), по предложению которого возглавила в 1955 году Русскую антропологическую экспедицию Института этнографии АН СССР и НИИ антропологии МГУ (пять полевых сезонов), впоследствии ежегодно участвовала в экспедициях, выезжала в Воронежскую (г. Россошь), Ярославскую (Поречье), Курскую (Рождественка), Тюменскую (Тарко-Сале), Ленинабадскую (Унжи), Мурманскую (Ловозеро), Архангельскую (Ластольский сельсовет) области, Забайкалье, Хакасию, Таджикистан, Монголию, а также на Чукотку, на Камчатку (Палана), Командорские острова и др., последний раз в 2001 году
В 1969 году защитила докторскую диссертацию на тему «Антропологический состав восточнославянских народов и проблемы их происхождения».
7 декабря 1991 года Алексеева была избрана членом-корреспондентом РАН, Секция гуманитарных и общественных наук (специальность «история России»). 26 мая 2000 года её избрали действительным членом РАН по Отделению историко-филологических наук (секция истории).
Преподавала на кафедре антропологии биологического факультета МГУ. Была членом редакционных советов журналов «Российская археология», «Вопросы антропологии», «Opus. Междисциплинарные исследования в археологии». В 1993—1894 годах читала лекции в Тюбингенском университете.
Татьяна Ивановна скончалась 22 июня 2007 года, возвращаясь из командировки в Беларусь. Похоронена на Пятницком кладбище рядом со своим мужем — антропологом Валерием Павловичем Алексеевым (уч. 4).

## Научная деятельность
Основные направления научной деятельности Татьяны Алексеевой относятся к области этнической антропологии и экологии человека. При изучении происхождения антропологических различий между человеческими расами и популяциями ею была выдвинута гипотеза формирования «адаптивных типов» как нормы наследственно закреплённой биологической реакции на воздействие среды обитания, которая возникла на ранних стадиях освоения человеком ойкумены и проявляется в различные периоды истории человечества — вплоть до современности. Была организатором и руководителем большого числа антропологических экспедиций, которые охватывали почти всю территорию бывшего СССР, Монголию и прочие
Установила, что население культуры колоколовидных кубков соответствовало славянскому антропологическому типу.
Обнаружила и обосновала антропологическую близость древнерусского (и даже современного приднепровского) населения и народов приальпийской зоны, охватывающей территорию современных Австрии, Швейцарии, Северной Италии, Южной Германии, Венгрии и северо-запад Балканского полуострова.
Также активно занималась популяризацией достижений антропологии и этнографии.

## Награды и премии
- Орден Дружбы (1999) — за большой вклад в развитие отечественной науки, подготовку высококвалифицированных кадров и в связи с 275-летием Российской академии наук[16]
- Медаль «В память 850-летия Москвы» (1997)[3]
- Медаль «Ветеран труда» (1985)[17]
- Лауреат Премии имени Н. Н. Миклухо-Маклая (2002) — за коллективную монографию «Homo Sungirensis. Верхнепалеолитический человек: экологические и эволюционные аспекты исследования»[1]
- Заслуженный научный сотрудник Московского университета (1997)[18]

## Публикации
Автор и соавтор более 250 научных работ и монографий по проблемам этнической антропологии народов Восточной Европы, адаптации человека к различным экологическим нишам Земли, исторической антропоэкологии, в том числе:
1. Алексеева Т. И., Бунак В. В. Происхождение и этническая история русского народа. — Труды Ин-та этнографии АН СССР. — Наука, 1965. — Т. 88. — 415 с.
2. Алексеева Т. И. Этногенез восточных славян по данным антропологии. — М.: МГУ, 1973. — 330 с.
3. Алексеева Т. И. Истоки антропологических особенностей славян // Антропология и геногеография. — М., 1974.
4. Алексеева Т. И. Географическая среда и биология человека. — М.: Мысль, 1977. — 302 с.
5. Алексеева Т. И. Адаптивные процессы в популяциях человека. — М.: МГУ, 1986. — 215 с.
6. Неолит лесной полосы Восточной Европы (антропология Сахтышских стоянок) / Ред. Т. И. Алексеева. — М.: Научный Мир, 1997. — 191 с.
7. Восточные славяне. Антропология и этническая история / Ред. Т. И. Алексеева. — М.: Научный Мир, 1999. — 336 с.
8. Алексеева Т. И. Адаптация человека в различных экологических нишах Земли (биологические аспекты). — М.: МНЭПУ, 1998.. — 280 с.
9. Homo sungirensis. Эволюционные и экологические аспекты исследования человека верхнего палеолита / Ред. Т. И. Алексеева и Н. О. Бадер. — М: Научный мир., 2000. — 468 с.
10. Антропология. Онлайн-учебник.
11. Алексеев, Валерий Павлович : [арх. 19 октября 2022] / Алексеева Т. И. // А — Анкетирование. — М. : Большая российская энциклопедия, 2005. — С. 459. — (Большая российская энциклопедия : [в 35 т.] / гл. ред. Ю. С. Осипов ; 2004—2017, т. 1). — ISBN 5-85270-329-X.

## Личная жизнь
В 1951 году вышла замуж за студента-востоковеда Валерия Павловича Алексеева, впоследствии — крупнейшего отечественного антрополога, академика АН СССР.

## Память
С 1994 года в НИИ и Музее антропологии МГУ проходят «Алексеевские чтения», посвящённые памяти Татьяны Алексеевой и её супруга. В декабре 2018 года в НИИ и Музее антропологии МГУ прошёл российско-японский научный симпозиум «Физиологическая антропология и экология человека: аспекты изучения современного и древнего населения», приуроченный к 90-летию со дня рождения Татьяны Ивановны.